# Ella quiere beber
«Ella quiere beber» (anteriormente «Quiere beber») es una canción del cantante puertorriqueño Anuel AA lanzada en agosto de 2018 como segundo sencillo de su primer álbum de estudio Real hasta la muerte, en noviembre se lanzó el remix con el cantante estadounidense Romeo Santos.

## Video musical
El video de "Ella Quiere Beber" fue lanzado junto con la canción. El remix también tiene su video musical lanzado al mismo tiempo que la canción.
Los dos un rotundo éxito, convirtiéndose en unos de los temas más sonados durante el 2019.

## Posicionamiento en las listas
| listas (2018–19)                      | posición |
| ------------------------------------- | -------- |
| Argentina (Argentina Hot 100)         | 14       |
| Bolivia (Monitor Latino)              | 6        |
| Chile (Monitor Latino)                | 2        |
| Colombia (Monitor Latino)             | 9        |
| Italia (FIMI)                         | 59       |
| Puerto Rico (Monitor Latino)          | 8        |
| España (Top 100 Canciones)            | 7        |
| Estados Unidos (Billboard Hot 100)    | 61       |
| Estados Unidos (Hot Latin Songs)      | 4        |
| Estados Unidos (Latin Airplay)        | 1        |
| Estados Unidos (Latin Rhythm Airplay) | 1        |
| Venezuela (Monitor Latino)            | 11       |